# Финк, Виктор Григорьевич
 Ви́ктор Григо́рьевич (Гершевич) Финк  (1888, Одесса — 1973, Москва) — русский советский писатель, мемуарист и переводчик.

## Биография
Родился 6 [18] мая 1888 года в Одессе, в интеллигентной еврейской семье; его отец — балтский мещанин Герш Янкелевич Финк (1852—?) — был частным поверенным при Балтском съезде мировых судей. В 1906 году окончил частное еврейское коммерческое училище в Балте, где прошли его детство и юность. Учился на юридическом факультете сначала Новороссийского университета в Одессе, а с 1909 года в Парижском университете (Сорбонне), который окончил в 1913 году.
Первая мировая война застала его в Париже. Ушёл волонтёром во французскую армию и был записан в Иностранный легион; воевал на Западном фронте. В 1916 году вернулся в Россию.
Начал печататься в 1925 году.

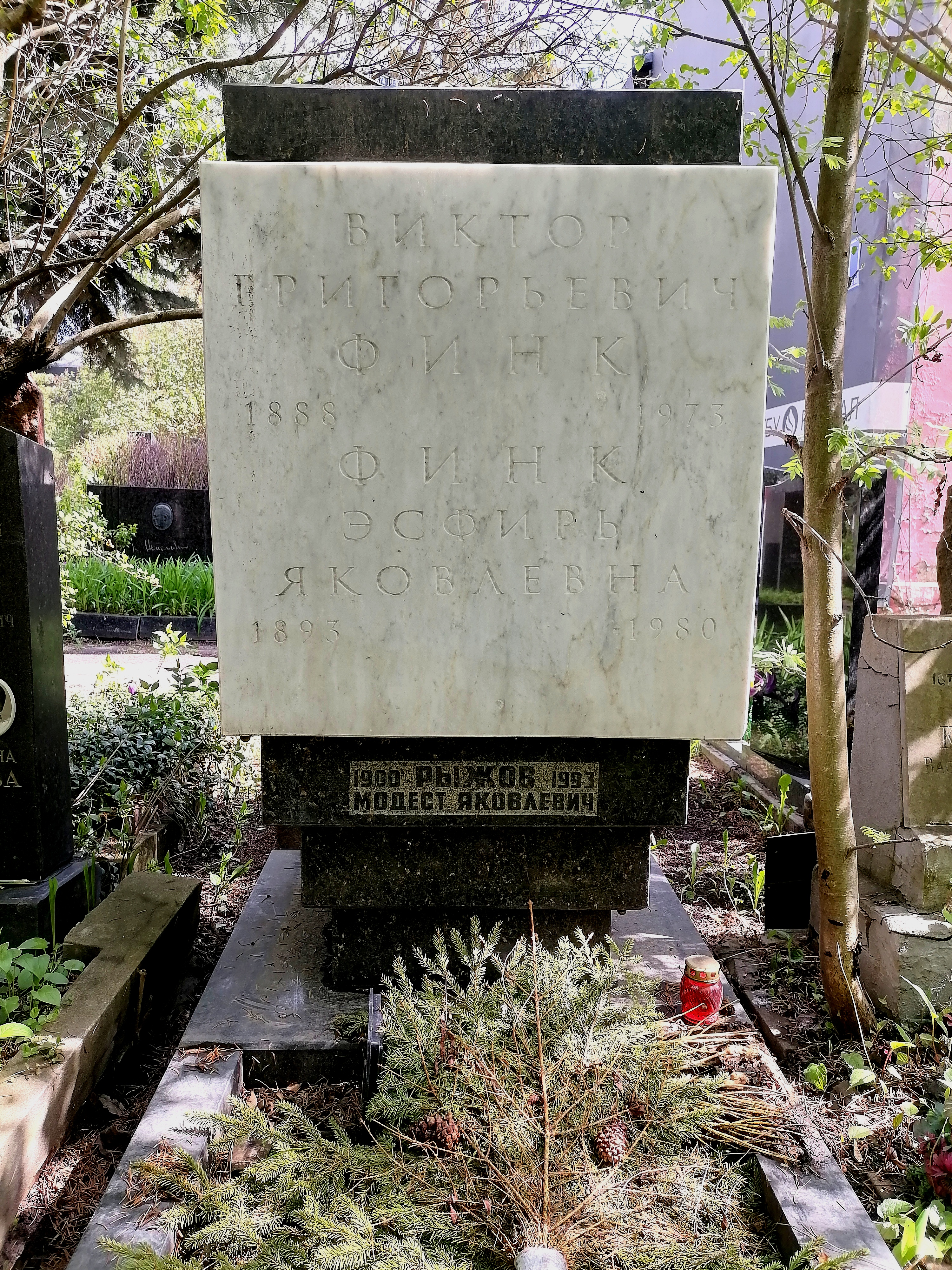
Могила на Донском кладбище

Виктор Григорьевич Финк скончался в Москве в 1973 году, похоронен на Новом Донском кладбище (4 уч.).
Женой писателя была Эсфирь Яковлевна Финк (1893—1980), похороненная вместе с ним.

## Творчество
Как писатель Виктор Финк начинал с очерков и рассказов. Его первая книга «Жорес» (1925) посвящена жизни французского революционера, горячего защитника Дрейфуса. В той или иной степени еврейская тема всегда присутствует в его творчестве.
Финк известен как автор ряда живых, не лишённых юмора и тонкой наблюдательности очерков о быте еврейских земледельческих колоний и колхозов в Крыму, Белоруссии и Биробиджане («Евреи на земле», 1929; «Евреи в тайге», 1930; 2-е изд., 1932). В очерках даны зарисовки образов вчерашних бесправных обитателей еврейских местечек, живших в пределах черты оседлости, получивших после революции возможность работать на земле. Финк умело передавал своеобразие их жизни, в которой причудливо переплелись традиции поколений, старые бытовые нормы с новыми отношениями, новой техникой и с советскими реалиями. Авторские обработки и отрывки из этих книг были изданы также и в виде брошюр. Публиковался также в прессе на идише в Харькове и Варшаве. Пьеса «Новая родина» (1933), посвящённая теме коллективизации евреев в Биробиджане, подверглась критике за отсутствие типических обобщений, а также за внимание к бытовым мелочам и к особенностям лексики героев (смешение древне-еврейского и идиш со словами советской эпохи), хотя сейчас она интересна именно этим.
Наибольший интерес представляет книга Финка из эпохи Первой мировой войны «Иностранный легион» (1935; 2-е изд., 1936; новая редакция — 1958). Роман состоит из 13 сюжетно-заострённых новелл, напоминающих по манере военные рассказы Мопассана, Доде, писателей потерянного поколения (Барбюса, Ремарка, Хемингуэя, Олдингтона). Повествование ведется от лица русского солдата-легионера. Страшные, нелепые, жестокие до цинизма эпизоды тыловой, окопной и боевой жизни легиона, описанные Финком, обнажают всю бессмысленность бойни народов. Антимилитаристическое содержание книги не носит однако пацифистского оттенка. Автор убедительно показывает нарастание протеста у пёстрой, разноязычной массы легионеров, впервые на войне догадавшейся об истинных виновниках мировой бойни. Острота характеристик, драматизм ситуаций сочетаются с тонким лиризмом и юмором. Книга неоднократно переиздавалась, переведена на иностранные языки. Её продолжением стала «Судьба Анри Ламбера» (1937—1941; опубликован в 1943 году под названием «Бедная Франция!», вторая редакция в 1958-м). Действие этого остросюжетного романа, который также пользовался успехом, происходит в Париже в 1937 году: выжившие герои первой книги вольно или невольно оказались вовлечены в политическую борьбу по разную сторону баррикад.
В 1937 году Финк жил во Франции, работая корреспондентом советских периодических изданий. В июне того же года в составе советской делегации участвовал в работе Второго международного конгресса писателей в защиту культуры в Мадриде. Художественные очерки «Комбатанты» (1938) показывают, как путём пышных ритуалов в честь «неизвестного солдата» правительства западноевропейских стран одно за другим пытались развеять тяжёлые воспоминания о страшных испытаниях мировой войны. В 12-м номере журнала «Красная новь» за 1938 год был опубликован его очерк «Еврейский вопрос», в котором погромам происшедшей 9-10 ноября этого года в нацистской Германии хрустальной ночи противопоставлялась жизнь евреев в Советском Союзе, в Сталиндорфском национальном районе. 31 января 1939 года был награждён орденом «Знак Почёта».
В конце 1930-х писатель обращается к событиях истории Молдавии. Повесть «Гибель мира» (1938) даёт интересный фактический материал из быта дореволюционной молдавской деревни. Тема нашла дальнейшее продолжение в романе «Молдавская рапсодия» (1966), охватывающем 1917—1944 годы и заканчивающегося разгромом румынских оккупантов.
Во время Второй мировой войны Виктор Финк работал во французской секции Международного московского радио, был корреспондентом газеты «Красная звезда». В 1960 году была опубликована его книга мемуаров «Литературные воспоминания», в которой описаны встречи с Роменом Ролланом, Жаном-Ришаром Блоком, Полем Вайян-Кутюрье, А. С. Макаренко, автором повести «Дерсу Узала» В. К. Арсеньевым и многими другими.
Финку, среди прочих, принадлежат переводы на русский язык комедии Октава Мирбо «Нажива» (М., 1941), пьесы Стефана Цвейга «Вольпонэ» (обработка одноимённой комедии Бена Джонсона. М., 1946), романа Луи Буссенара «Похитители бриллиантов» (М., 1957).

## Награды
- Орден «Знак Почёта» (31 января 1939)[14].